# Сяо Цзя
Сяо Цзя (кит. трад.: 小甲; піньїнь: Xiao Jia) — правитель Китаю з династії Шан.
Правив упродовж 17 років, владу по його смерті успадкував його племінник Тай У.